# Del Ramos
Del Ramos (nacido el 3 de abril de 1946 en Honolulu, Hawái, Estados Unidos) es un músico e ingeniero de sonido estadounidense. Es miembro de The Association desde 1999. 
Anteriormente había trabajado como ingeniero de sonido para el grupo. 
Su hermano mayor, Larry, también estaba en el grupo pero murió en 2014.
previamente grabó un álbum para RCA Records titulado: The New Society - El sonido Barock de The New Society en 1966.